# Selita Ebanks
Selita Ebanks (17 de febrero de 1983) es una modelo y actriz de las Islas Caimán.  Ebanks ha trabajado para marcas de alta gama como Neiman Marcus o Ralph Lauren, y aparecido en revistas como Sports Illustrated Swimsuit Issue, Vogue, and Glamour, pero es más conocida por su trabajo con Victoria's Secret como una de sus famosas ángeles desde 2005 hasta 2009.

## Carrera
En el año 2000, a los 17 años, fue descubierta en un parque de atracciones.
Ebanks hizo su debut en la pasarela en febrero de 2001 para la temporada otoño para Tuleh. Después de trabajar para Catherine Malandrino, James Coviello, Abercrombie & Fitch, y DKNY, firmó un contrato con Victoria's Secret en 2005.
Ebanks modeló para Victoria's Secret para su línea de Ipex Bra, antes de ser contratada como ángel oficial. Ella y Izabel Goulart hicieron sus debuts en el Victoria's Secret Fashion Show 2005, trabajando como ángel hasta 2008.  En 2005, Tyra Banks dijo que estaba orgullosa da que Ebanks representara a las mujeres negras en Victoria's Secret.
En 2007, Ebanks fue seleccionada para portar el Very Sexy Holiday Fantasy Bra por valor de $4.500.000 dólares portándolo en el catálogo de la marca de ese año y en el desfile anual.
Ebanks hizo un cameo en How I Met Your Mother en noviembre de 2007 con las modelos Miranda Kerr, Heidi Klum, Adriana Lima, Marisa Miller y Alessandra Ambrosio.
Según Forbes, Ebanks obtuvo la posición 12 en la lista de las mujeres mejor pagadas en 2008, ganando $2,7 millones.
Apareció en Sports Illustrated's 2007 Swimsuit Issue.

### Más allá del modelaje
Ebanks apareció en la tercera temporada de The Apprentice, pero fue despedida cinco semanas después, quedándose con el noveno puesto.  Previamente, había grabado música y apareció en la serie South Beach.
Figuró en el videoclip de The-Dream, "Make Up Bag", como también en el cortometraje de Kanye West,  Runaway, actuando como un fénix del que West se enamora.
Ebanks también apareció en el comercial State Farm Insurance junto al modelo Mehcad Brooks.
Ebanks también tiene su propia línea de trajes de baño, accesorios y zapatos llamada Sass, iniciales de Selita's Accessories Shoes and Swimwear.